# Ньюби, Чес
Чес Ньюби (англ. Chas Newby; 18 июня 1941, Блэкпул, Ланкашир — 22 мая 2023, Лондон) — британский музыкант, который некоторое время был басистом the Beatles на нескольких концертах в декабре 1960 года, поскольку Стюарт Сатклифф решил остаться в Гамбурге, чтобы сосредоточиться на своей художественной карьере.

## Биография

### Ранняя жизнь и образование
Родился Ньюби 18 июня 1941 года в Блэкпуле на полуострове Уиррол. Получил степень магистра в области химического машиностроения в Манчестерском университете.

### Карьера в «The Beatles»
19-летнего Чеса Ньюби битлы выбрали как временного бас-гитариста на замену Стюарту Сатклиффу по предложению Пита Беста (Пит был с ним знаком, так как они вместе выступали в группе «The Black Jacks», где Ньюби был ритм-гитаристом и являлся хорошим другом Бесту). Несмотря на учебную занятость (Ньюби изучал химию и химическую технологию в колледже) он согласился выступать с «Битлз» во время отпуска. Ньюби, как и Маккартни, был левшой, поэтому группа располагалась симметрично: два грифа влево и два — вправо. Ньюби отыграл с Beatles всего четыре концерта в декабре 1960 года. Все концерты были сыграны в Англии после возвращения Beatles из Западной Германии. Был приглашён Джоном Ленноном в Германию, но Чес отказался от поездки в пользу обучения в университете. После него на басу стал играть Маккартни. О своём уходе из Beatles он не жалел: «У меня не было стремления стать профессиональным музыкантом, я зарабатывал, чтобы пойти в колледж, чтобы заниматься тем, чем хотел».

### После The Beatles
Ньюби преподавал математику в средней школе «Droitwich High School».
В 1990 году он вышел на пенсию. В 1992 году трагически скончалась его жена Маргарет. У Ньюби двое детей — Стив и Жаклин и 4 внука: Эмми, Луи, Софи и Маз. Жил в Алчестере, увлекался гольфом.

### Смерть
Скончался 22 мая 2023 года на 82-м году жизни.

### Другие группы
Изредка играл с группами «The Rackets» (благотворительная группа), «The Blackjacks», пел в «Alcester Male Voice Choir», с 2016 года являлся участником «The Quarrymen».